# Maurilia
Maurilia is een geslacht van vlinders van de familie visstaartjes (Nolidae), uit de onderfamilie Chloephorinae.

## Soorten
- M. albirivula Hampson, 1905
- M. arcuata (Walker, 1858)
- M. atrirena Hampson, 1918
- M. bilineata Gaede, 1915
- M. conjuncta Gaede, 1915
- M. dalama Swinhoe, 1918
- M. fortis Swinhoe, 1918
- M. gilva Swinhoe, 1919
- M. griveaudi Viette, 1982
- M. heterochroa Hampson, 1905
- M. iconica (Walker, 1858)
- M. makandro Viette, 1982
- M. malgassica Viette, 1965
- M. mandraka Viette, 1982
- M. mikea Viette, 1982
- M. namiongensis Strand, 1915
- M. pallidipennis Warren, 1916

- M. phaea Hampson, 1905
- M. purpurea Kenrick, 1917
- M. rufirena Hampson, 1918
- M. sarice Viette, 1981
- M. semicircularis Strand, 1915
- M. tunicata Swinhoe, 1918
- M. undaira Swinhoe, 1918